# Samangan (quartier de Téhéran)
Pour les articles homonymes, voir Samangan.
Samangan est un quartier au nord-est de Téhéran en Iran.